# 艾烈希
艾烈希（義大利語：Alessi），是一家意大利厨具和家居用品品牌，总部位于皮埃蒙特大区的奥梅尼亚，由乔万尼·阿莱西于1921年创立。主要贩售具有高度工业设计集成度的艺术厨具和装饰品。
该公司拥有 500 名员工，年营业额为 1.085 亿欧元。

## 著名产品

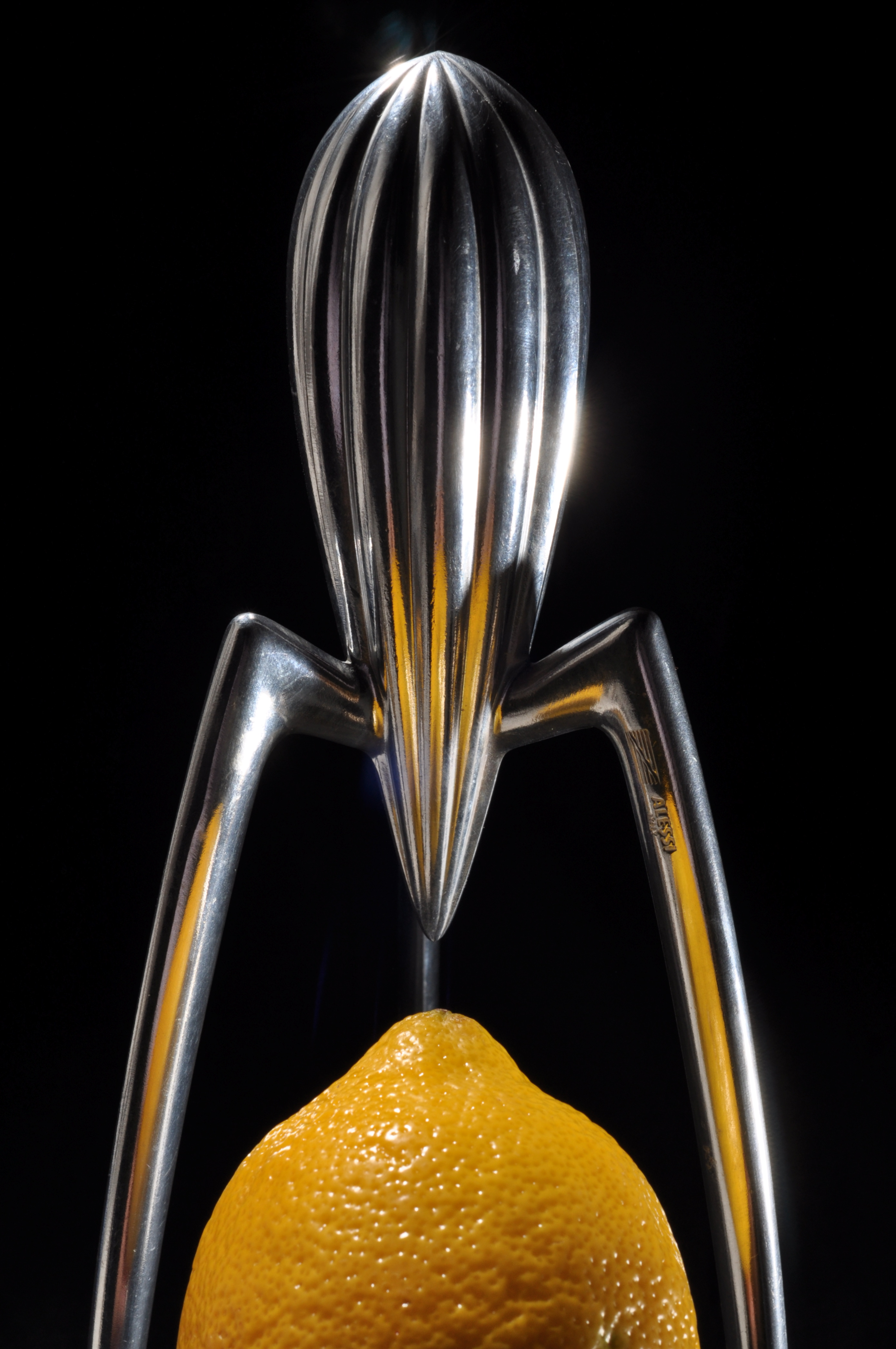
外星人榨汁器

- “外星人榨汁器”（Juicy Salif）：由菲利普·斯塔克设计于1990年，铝制，直径14厘米，高29厘米。[2]

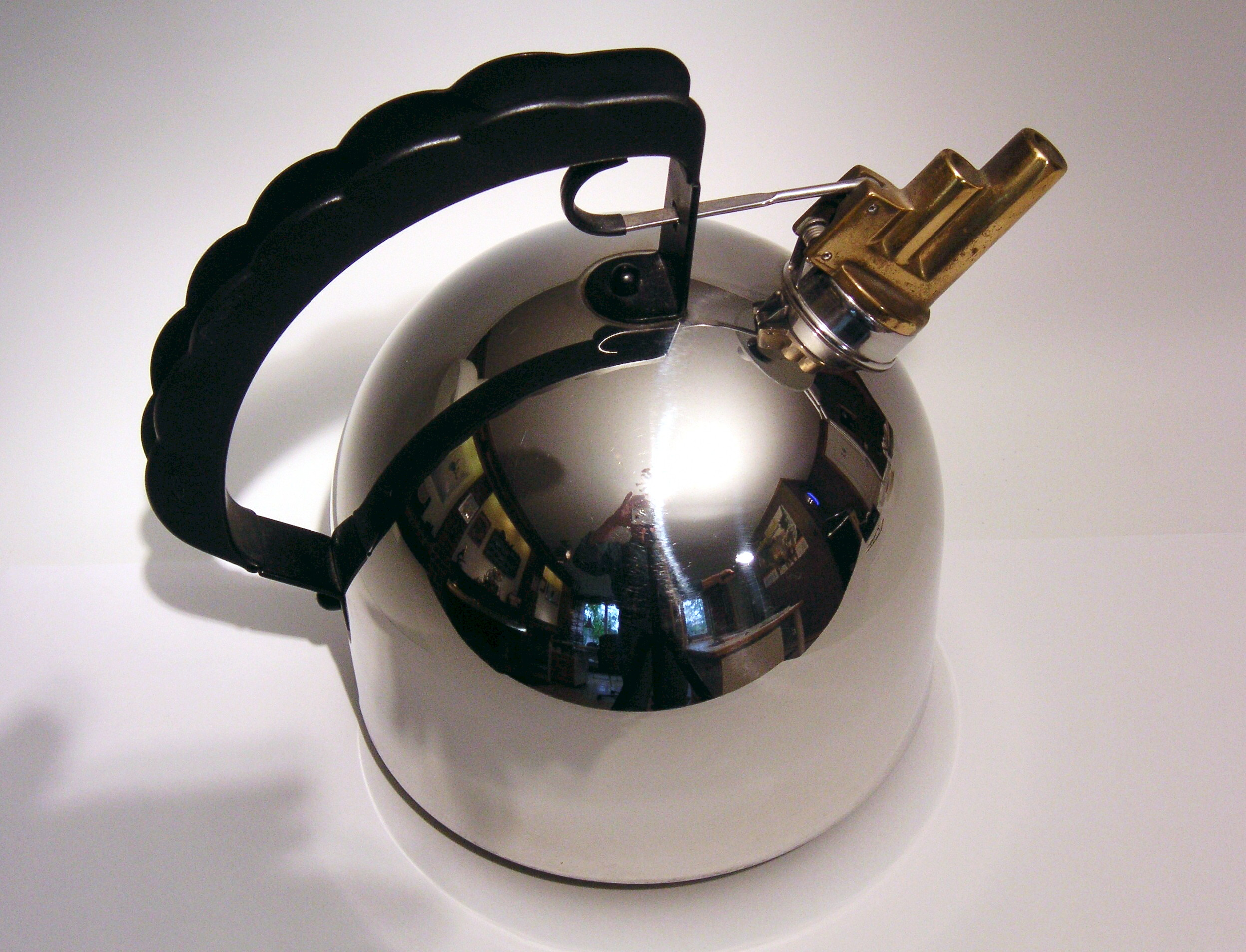
鸟鸣水壶

- “9091水壶”：由理查德·萨珀（Richard Sapper）设计于1983年，以其独特的鸟鸣声哨闻名。[3]
- “9090摩卡壶”：由理查德·萨珀於1978年設計的摩卡壺，在1979年獲頒金圓規獎（Compasso d'Oro）。